# Занадворов, Александр Юрьевич
Александр Юрьевич Занадворов (род. 31 января 1971, Оха, Сахалинская область, РСФСР, СССР) — предприниматель, менеджер, собственник 100 % акций ОАО «Седьмой континент», управляющий одноимённой сетью супермаркетов, владелец группы «Мкапитал», которой принадлежит более чем 1,2 млн м² торговой и офисной недвижимости в Москве и регионах, в том числе торговый центр «Охотный ряд» на Манежной площади и торговые центры в Реутове, Ростове, Перми и Новосибирске.

## Биография
В 1993 году работал кассиром отдела неторговых операций КБ «Индустрия-Сервис». После, заместитель начальника отдела неторговых операций, начальник отдела пластиковых карт, начальник управления внешнеэкономической деятельности, заместитель директора по валютным операциям банка (с 1995 года).
В 1995 году окончил Московский институт повышения квалификации — Центра подготовки менеджеров при Российской экономической академии им. Г. В. Плеханова, отделение «Бизнес», специализация «финансовое и банковское дело».
В 1997 году окончил Московскую государственную академию приборостроения и информатики по специальности «приборостроение».
В 1995 году — заместитель директора управления по валютным операциям банка «Национальный кредит» Олега Бойко. В 1995—1997 годах — совладелец и первый заместитель председателя правления Собинбанка. В 1996 году заместитель председателя правления КБ «Московский деловой мир» Андрея Мельниченко. В 1997—1998 годах председатель Совета директоров НПФ «Собин». В 1997—2000 годах — председатель правления Собинбанка. В 2000 году Собинбанк оказался замешан в скандале с отмыванием денег через Bank of New York.
В 1998 году был членом Совета директоров ОАО «Манежная площадь», председателем наблюдательного совета ОАО «Управляющая компания „Собин-Капитал“» и связан с ЗАО «Центральная лесная инвестиционно-консалтинговая компания „ЦентрЛесинвест“».
В 2002 году Александр Занадворов становится компаньоном по ретейлерскому бизнесу Владимира Груздева.
В 2005 году, в интервью «Ведомостям» Груздев сообщил, что они с Занадворовым владеют по 50 % минус одна акция ЗАО «7К Инвест-Холдинг», которое, на тот момент, было основным акционером «Седьмого континента», а оставшиеся две акции находились на балансе компании.
В ноябре 2007 года Груздев продал Занадворову 50 % минус 1 акция в ЗАО «7К инвест холдинг» и около 50 % в «Мкапитал», владеющей большинством недвижимости сети «Седьмой Континент». Стоимость сделки составила 24,5 млрд руб. (около 995 млн $). В начале 2008 года Занадворов перевел акции «Седьмого континента» под контроль своей же компании «Pakwa Investments Limited».
В 2009 году Владимир Груздев предоставил кредит Занадворову (под залог 20 % акций компании).
В июле 2010 года Александру Занадворову удалось договориться с кредиторами о реструктуризации своего личного займа на 560 млн долларов США. Основной держатель долга — банк «Международный финансовый клуб» (МФК) Михаила Прохорова, согласился пролонгировать кредит до 2017 года. Кроме того, Альфа-банк открыл «Седьмому континенту» кредитную линию на 650 млн $.
В октябре 2010 года сообщалось, что бизнесмен договорился о выкупе 21,3 % акций сети «Седьмой континент» у фонда семьи депутата Владимира Груздева и после этого планирует в принудительном порядке приобрести у миноритариев оставшиеся 3,89 % и вывести компанию с биржи.
В декабре 2010 года стало известно, что Александр Занадворов договорился о покупке примерно за 5—7 млрд руб 100 % сети «Мосмарт» и её недвижимости (из 16 гипермаркетов ретейлера площадь четырёх в Москве 96,1 тыс. м², с учётом крытого паркинга и зоны разгрузки; общая площадь всех розничных точек группы «Мосмарт» составляет более 183 тыс. м²) на M. Square Holding Ltd, контролирующим акционером которой с лета 2009 года являлся «Сбербанк Капитал»; профинансирует сделку сам Сбербанк.
В августе 2016-го началась продажа прав аренды магазинов и бренда «Седьмой континент». Планировалось, что при этом сами помещения как супермаркетов, так и гипермаркетов остаются в собственности структур Занадворова. Помещения займут магазины X5 Retail Group «Пятерочка», «Дикси», «Виктория» и гипермаркеты «Мегамарт». Eще 18 гастрономов в «знаковых местах центра Москвы» (включая супермаркеты на Большой Лубянке, Манежной площади и улице Серафимовича) достанутся «Азбуке вкуса». Все 14 гипермаркетов «Наш» арендует сеть «Лента». Сам бренд «Седьмой континент» вместе с правами аренды ещё 37 супермаркетов, а также розничные остатки товара получит холдинг «Сладкая жизнь» (дистрибьютор и франчайзи Spar, Eurospar и Spar Express). Закончить продажи планируется в ноябре 2017 года. От продажи этой недвижимости Занадворов получит — 75 % от суммы сделки. Остальные 25 % получит Сбербанк, так как вся недвижимость, принадлежащая бизнесмену, находится в кредитном залоге у Сбербанка и его структур..

### Семья
Женат, имеет дочь.

### Хобби
Любит путешествовать. Увлекается зимними видами спорта. Увлекается авиатехникой, управляет самолётом. Коллекционирует изысканные вина.

## Состояние
Занимает 14-е место в рейтинге журнала Forbes «Короли российской недвижимости — 2015» с арендным доходом по итогам 2014 года 218 млн $.
Входил в рейтинг журнала Forbes в 2005—2007 годах. Занимал места с 54-го (2006) по 68-е (2005) с состоянием от 440 млн $ (2005) до 950 млн $ (2007).
В Рейтинге российских миллиардеров 2007 года, по данным журнала Финанс занимает 448 место с состоянием 120 млн долларов США.
В рейтинге российских миллиардеров 2011 года по версии журнала Финанс состояние Александра Занадворова оценили в 490 млн $ (14,9 млрд руб.).

## Кампании против Занадворова
В 2005 году по всему центру Москвы были расставлены гигантские билборды с вопросом «Кто такой Занадворов?» («Занадворов, зачем тебе остров?», «Занадворов, позвони Мике», «Занадворов + Юля = остров», «ЗанадВОРов работает в Седьмом…»). Рекламные щиты принадлежали компании Soviet Urban Image Умара Джабраилова, которая отказалась раскрывать заказчика акции. По мнению журнала Forbes кампания была вызвана желанием Александра Занадворова поучаствовать в реконструкции территории Болотного острова в Москве, что в итоге вынудило его продать 25 % акций торгового комплекса «Охотный ряд» столичной группе «Декра», которая на тот момент владела частью Болотного острова.